# Ramón Descatllar
Ramón Descatllar o Raimundo de Castellá  (Ripoll, 1355 - Valencia, 5 de mayo de 1415) fue un religioso benedictino español, abad de Santa María de Ripoll, obispo de Elna y de Gerona. 

## Biografía
Nacido en el seno de la familia de los señores de Llivia, de niño fue ofrecido como oblato al monasterio de Santa María de Ripoll de los benedictinos, donde tomó los votos en 1371.  
Tras terminar su primera formación en el monasterio, la orden le envió a estudiar Derecho en la Universidad de Lérida, y tras la muerte del abad Galcerán de Besora en 1383, los frailes del monasterio le eligieron su sucesor.
Tomó posesión del abadiato en junio del año siguiente con la confirmación del papa Urbano VI, pero pronto surgieron las desavenencias con Pedro IV de Aragón: ya fuera porque el rey pretendía disponer de los bienes del monasterio o porque quería mantener la neutralidad en el cisma de Occidente, Descatllar fue encarcelado y el rey nombró abad a Pedro Batet.  Tras escapar de su prisión huyó a Grecia, donde una colonia de aragoneses mantenía los ducados de Atenas y Neopatria enfrentados a los otomanos.
Tras la muerte del rey, en 1388 volvió a Cataluña y recuperó el abadiato de Ripoll.  En sus funciones como abad restauró el palacio abacial y levantó otro en Olot, terminó la construcción del claustro grande y mandó edificar el castillo de Tosa de Mar.  
Benedicto XIII le nombró obispo de Elna en septiembre de 1408.  En enero del año siguiente fue trasladado a la diócesis de Gerona, aunque no residió en su diócesis, sino en la corte del papa.  Fue consejero de Juan I y de Martín el Humano, y tras la muerte de éste en 1412 fue nombrado compromisario de Caspe y embajador ante el recién elegido rey Fernando de Antequera.
Murió en Valencia en 1415 a los sesenta años de edad.